# Gino Padula
Gino Padula, född 11 juli 1976, är en argentinsk före detta fotbollsspelare som spelade som vänsterback.
Padula har varit på resande fot under nästan hela sin karriär och har spelat i fotbollssklubbar som River Plate, Bristol Rovers, Wigan Athletic, Queens Park Rangers, Nottingham Forest, Montpellier och Columbus Crew.